# Lusk (Wyoming)
Lusk – miasto w Stanach Zjednoczonych, w stanie Wyoming, siedziba administracyjna hrabstwa Niobrara, położone nad rzeką Niobrara.